# 胡立山
胡立山（1963年6月—），男，汉族，湖北咸宁人。中国地质大学矿床学理学博士学位，教授级高级工程师，1983年7月参加工作，1987年5月加入中国共产党，现任武汉市人大常委会主任。

## 简历
1983年毕业于武汉地质学院地质力学专业，后进入湖北省区域地调所工作。
2003年6月，任湖北省国土资源厅副厅长；2006年12月，任中共咸宁市委常委，市政府副市长；2011年8月，任湖北省国土资源厅党组书记、副厅长；
2012年1月，任武汉市副市长；2013年4月，任中共武汉市委常委，武汉东湖新技术开发区工委书记；2017年5月，任中共武汉市委常委，市委政法委书记；2017年11月，任中共武汉市委常委，市委组织部部长；2018年12月，任中共武汉市委副书记(2019年3月至2019年7月在中央党校第46期中青年干部培训班学习)；
2020年1月，任武汉市人大常委会主任。